# Самуїлово (Добрицька область)
Самуї́лово (болг. Самуилово) — село в Добрицькій області Болгарії. Входить до складу общини Добричка.

## Населення
За даними перепису населення 2011 року у селі проживали 120 осіб.
Національний склад населення села:
| Національність   | Кількість осіб | Відсоток |
| ---------------- | -------------- | -------- |
| болгари          | 62             | 52,5%    |
| турки            | 33             | 28,0%    |
| цигани           | 18             | 15,3%    |
| Всього відповіли | 118            |          |

Розподіл населення за віком у 2011 році:
Динаміка населення: